# 2013 في جمهورية أيرلندا
فيما يلي قوائم الأحداث التي وقعت خلال عام 2013 في جمهورية أيرلندا.

## أفلام
من الأفلام التي صدرت هذه السنة في جمهورية أيرلندا:
- 1 يناير – ماذا لو من إخراج Michael Dowse [الإنجليزية]‏.

## برامج ومسلسلات وأنمي
- السقوط

## موسيقى

### أغاني
من الأغاني التي صدرت هذه السنة في جمهورية أيرلندا:
- 1 سبتمبر – خذني إلى الكنيسة من غناء هوزير.
- 4 نوفمبر – آخر مرة من غناء Gary Lightbody [الإنجليزية]‏.

## كتب
من الكتب التي صدرت هذه السنة في جمهورية أيرلندا:
- 1 يناير – فندق فين من تأليف جيمس جويس.

## وفيات

### مارس
- 8 مارس – جون أوكونيل (مواليد 1927) سياسي أيرلندي.

### ديسمبر
- 14 ديسمبر – بيتر أوتول (مواليد 1932)